# Аверичева, Ольга Васильевна
Ольга Васильевна Аверичева (24 мая 1902, Санкт-Петербург — 26 октября 1981) — советская актриса театра и кино, Заслуженная артистка РСФСР (1957).

## Биография
С 1910 по 1918 годы училась в городской гимназии. Вследствие смерти отца (умер в 1918 году), она была вынуждена уйти из последнего класса и поступить на работу. Служила сначала счётчицей марок в 26-й Петроградской столовой, затем с 1921 по 1924 годы — машинисткой Петроградского авиасклада.
В 1924 году поступила на драматические курсы «Ваятели масок», а через год перешла в студию Павла Петровича Гайдебурова. Параллельно с учёбой подрабатывала артисткой в экскурсионном лекторском бюро.
Окончив курсы в 1927 году, вошла в состав театрального коллектива «Рабис» (впоследствии — Ленинградский передвижной драматический театр).
В 1931 году Аверичева стала артисткой Ленинградского Красного театра (с 1936 года — Ленинградский театр им. Ленинского комсомола), с которым была связана вся её дальнейшая творческая жизнь. Сыграла десятки ролей, в основном, острохарактерного плана.
В 1939 году дебютировала в кино, где, в отличие от театра, занимала довольно скромное положение. Тем не менее, во всех небольших появлениях на экране актриса была естественна и органична, наделяя своих героинь жизненной достоверностью. Также работала на дубляже.

## Творчество

### Работы в театре
- «Фронт» А. Корнейчука — Зинаида
- «Последние» М. Горького — Софья, мадам Соколова и Надежда
- «Свадьба с приданым» Н. Дьяконова — Василиса Павловна
- «Без вины виноватые» А. Островского — Коринкина
- «Бесприданница» А. Островского — Огудалова
- «Женитьба Бальзаминова» А. Островского — Бальзаминова
- «Гроза» А. Островского — Кабаниха
- «Сирано де Бержерак» Э. Ростана — Дуэнья
- «Медведь» А. Чехова — Попова
- «Любовь Яровая» К. Тренева — Дунька
- «Егор Булычов и другие» М. Горького — Елизавета
- «Новая родина» В. Г. Финка — Хая
- «Кто смеётся последним» К. Крапивы — Анна Павловна
- «Униженные и оскорблённые» Ф. Достоевского — Бубнова
- «Бабьи сплетни» К. Гольдони — Элеонора и прачка

### Фильмография
1. 1939 — Патриот — мать Коли
2. 1954 — Большая семья — эпизод
3. 1955 — Дело Румянцева — тетя Дуся, нянечка в детдоме
4. 1956 — Девочка и крокодил — бабушка
5. 1956 — Дорога правды — эпизод
6. 1957 — Всего дороже — Пелагея Дмитриевна Буянова
7. 1958 — Дом напротив (короткометражный) — тётя Поля, нянечка в больнице
8. 1958 — Поэма о любви — санитарка
9. 1959 — Дорога уходит вдаль — торговка виноградом
10. 1962 — «Мальчик с коньками (короткометражный) — медсестра
11. 1962 — Первый мяч (к/м) — тетя Паша, уборщица
12. 1963 — Кюхля (ТВ) — тётка Брейткопф
13. 1963 — Это случилось в милиции — эпизод
14. 1972 — Круг — Юсупова, работница ВОХР